# Sleeve gastrectomie
Pour les articles homonymes, voir Sleeve.
La sleeve gastrectomie, ou gastrectomie longitudinale ou gastrectomie partielle par plicature ou gastrectomie pariétale ou encore gastrectomie tubulaire, est une technique restrictive de chirurgie bariatrique destinée au traitement de l'obésité sévère, qui consiste à retirer les deux tiers gauches de l'estomac.

## Histoire

### Développement de la technique
En mars 1988, le docteur américain Doug Hess, de Bowling Green dans l’Ohio, réalise la première gastrectomie longitudinale comme première partie d'une dérivation biliopancréatique. Il s'agit alors d'une extension de fundoplicature pour prévenir le reflux œsophagien. À partir de 1999, des essais de dérivation biliopancréatique par cœlioscopie sont menés sur les porcs. Ils permettent de valider la faisabilité d'une gastrectomie longitudinale par cœlioscopie sur l'être humain. À partir de 2001, de bons résultats cliniques permettent à la gastrectomie longitudinale par cœlioscopie de devenir une opération de première intention, permettant de sécuriser la réalisation dans un second temps d'un court-circuit gastrique. En 2008, la Haute Autorité de Santé publie un rapport d'évaluation technologique officialisant les conditions d'application de la technique.

### Nom et classification
Selon la Classification internationale des maladies, la gastrectomie longitudinale, décrite comme une « résection en manchon de l'estomac », fait partie des « autres gastrectomies partielles ». Le nom d'usage anglais de cette intervention est « sleeve gastrectomy », soit traduit mot-à-mot « gastrectomie en manchon », la poche stomacale prenant une forme cylindrique après ablation de sa partie gauche. Depuis 2012, la commission générale de terminologie et de néologie française recommande le terme « gastrectomie longitudinale » comme traduction de « sleeve gastrectomy ». Ce terme recommandé reste cependant en concurrence avec le calque franglais « sleeve gastrectomie » utilisé par les médias, et les praticiens,.
En allemand, cette opération est nommée « Schlauchmagen », soit « estomac en manchon », ou « Schlauchmagenbildung », pour « formation d'un estomac en manchon » . En italien, on parle de « gastrectomia verticale parziale », soit d'une « gastrectomie verticale partielle ».

## Statistiques
Cette technique est devenue la première en nombre pour la chirurgie bariatrique.

## Indication
Cette intervention s'adresse exclusivement à un public adulte remplissant trois conditions :
1. L’obésité du patient nuit à sa qualité de vie : 
  - Soit son indice de masse corporel (IMC) est supérieur à 40 kg/m2
  - Soit son IMC est supérieur à 35 kg/m2 et il souffre d'une affection pouvant être améliorée grâce à la chirurgie (diabète, hypertension artérielle, syndrome d’apnées du sommeil, troubles articulaires...)
2. Le patient a suivi sans succès un régime sous contrôle médical
3. Le patient ne présente aucune contre-indication à la chirurgie

Elle peut — de manière exceptionnelle — être pratiquée sur un adolescent remplissant plusieurs critères physiologiques supplémentaires :
1. Avoir un score de Tanner supérieur ou égal à IV, soit un âge osseux supérieur ou égale à 13 ans chez les filles et 15 ans chez les garçons ;
2. Avoir plus de 15 ans (ou éventuellement entre 13 et 15 ans) ;
3. L’obésité du patient nuit à sa qualité de vie :
  - Soit son IMC est supérieur à 40 kg/m2 ;
  - Soit son IMC est supérieur à 35 kg/m2 et il souffre d'une des quatre comorbidités suivantes : diabète, syndrome d’apnées du sommeil, hypertension intra-crânienne idiopathique, stéatohépatite non-alcoolique avec une fibrose avancée ;

Cette intervention permet de perdre en moyenne 30% du poids initial; elle est irréversible, contrairement au by-pass.

## Principe de l'intervention
Préalablement à l'intervention, le patient doit suivre durant 15 jours un régime pré-opératoire strict — équilibré mais qui épargne au foie de trop travailler — pour réduire la taille de cet organe et faciliter le travail du chirurgien.
La gastrectomie longitudinale peut être décrite comme une gastroplastie verticale calibrée avec résection gastrique. La partie retirée (grande courbure de l'estomac) laisse la partie la moins distensible de l'estomac et ôte la partie « endocrine » de cet organe, avec altération de la fonction neurohumorale.
En l'absence de complications qui peuvent être importantes, l'intervention dure environ deux heures et nécessite trois à huit jours d'hospitalisation.
Une technique alternative se fait uniquement par voie endoscopique par réduction de la taille de l'estomac par suture interne.
La capacité résiduelle de l'estomac est de 100 à 200 ml, selon les sources.
Les agrafes de la sleeve sont des dispositifs médicaux composés de matériaux biocompatibles, généralement en titane ou en acier inoxydable, et sont conçues pour être résistantes à la corrosion et aux réactions physiologiques du corps. Après la chirurgie, les agrafes restent en place pendant un certain temps, jusqu'à ce que les tissus cicatrisent suffisamment pour assurer la stabilité de l'estomac. Les matériaux utilisés sont conçus pour être inertes et ne provoquent généralement pas de réactions indésirables. Avec le temps, ces agrafes sont intégrées au tissu cicatriciel de l'estomac. En général, elles ne nécessitent pas d'extraction ultérieure, car elles sont bien tolérées par le corps et ne posent pas de risques pour la santé à long terme.

## Évaluation des bénéfices et risques
Cette intervention a plusieurs points positifs et des effets secondaires :
- la perte de poids est durable ;
- les patients réduisent leur risque de maladies liées à l'obésité ;
- elle améliore la qualité de vie ;
- elle entraîne une sensation rapide de satiété, comme la gastroplastie ;
- elle ne nécessite pas la mise en place d'un corps étranger (anneau gastrique) ;
- les vomissements sont moins fréquents qu'avec la gastroplastie, mais de rares cas de reflux existent ;
- elle diminue le taux de ghréline[1], et donc la sensation de faim, comme dans le court-circuit gastrique ;
- elle peut être à l'origine de carences nutritionnelles ;
- certains médicaments ne peuvent plus être prescrits suivant les règles standards à cause de leur nocivité sur l'estomac. Un réajustement du traitement sera alors nécessaire;
- pour les femmes en période fertile, une contraception hormonale autre que par voie orale est nécessaire, la substance n'étant plus métabolisée par l'organisme.

Certaines équipes chirurgicales[Lesquelles ?] pratiquent actuellement la sleeve en première intention. En 2009, la mortalité de l'intervention est estimée à 0,2 %.
Dans 0,26 à 4 % des cas, on observe un rétrécissement de l'estomac, le plus souvent localisé au niveau de l'incisure angulaire, qui nécessite un suivi médical particulier.
Contre-indication absolue: présence de reflux gastro-œsophagien (RGO) constaté par un examen des variations du pH oeso-gastrique, sur 24 ou 48 h.

Après l'opération, le premier mois de réalimentation comprend une phase de repas équilibrés mixés lisses; on passe ensuite à des repas de consistance normale mais de quantité réduite, sachant que les quantités ingérées vont progressivement augmenter pour atteindre à 3 mois le maximum de ce qui peut être pris en un repas.
Une préparation soigneuse, qui peut durer jusqu'à 2 ans jusqu'au feu vert pour l'opération, permet d'explorer les habitudes alimentaires et de les modifier avant l'intervention: faire durer les repas sur 30', en mastiquant les aliments jusqu'à obtenir une consistance de purée / surveiller l'apparition de la sensation de satiété et respecter ce signal / répartir les prises alimentaires sur 3 repas et 2 collations par jour / boire 1, 5 à 2 litres de liquide par jour et uniquement entre les repas / intégrer une activité physique régulière / comprendre et assimiler la notion de repas équilibrés, basés sur la pyramide alimentaire. Un suivi psychologique peut être nécessaire pour arriver à mettre en place ces mesures, et faciliter la transition.
Avant l'intervention, et sur 3 mois au minimum, la possible prise quotidienne de substance de type glucagon-like, en injections sous-cutanées, peut aider à se représenter les effets de l'opération: le transit gastro-intestinal étant ralenti, la sensation de satiété intervient plus vite, et la perte de poids commence. Un suivi étroit de la mise en place de ce traitement est nécessaire: les effets secondaires liés au ralentissement du transit peuvent affecter le confort et la qualité de vie. Cette mesure permet également de mesurer l'impact psychologique du changement à venir. Ce type de médicament est coûteux (environ 400 CHF/mois) et n'est pour le moment par remboursé par l'assurance-maladie, en Suisse du moins.
L'année qui suit l'intervention, un suivi des possibles carences alimentaires par bilan sanguin permet ensuite de supplémenter la personne par médication (vitamines, par exemple).
Un suivi par densitométrie permet de voir si la perte de poids se fait réellement principalement sur la masse graisseuse, et non pas au détriment de la masse musculaire minimale. La surveillance s'élargit ensuite sur les 4 ans suivants.

## Suivi à long terme
Le  principal problème est représenté par la méconnaissance des résultats à long terme.
- À cinq ans, les résultats semblent intermédiaires entre la gastroplastie et le court-circuit gastrique. C'est-à-dire — en moyenne — une perte de poids de l'ordre de 60 % de l'excès de poids (cohorte de 68 personnes)[22], et selon d'autres sources, 30%.
- Sur une autre cohorte de 443 personnes, la perte de poids est de 76,8 % à un an mais la tendance s'inverse à plus long terme (69,7 %  à 3 ans et 56,1 % à 5 ans). À 5 ans, ce travail montre une absence d'amélioration du cholestérol total et un retour du diabète[23].